# Bagaha
Bagaha är en stad i delstaten Bihar i Indien, och tillhör distriktet Pashchim Champaran. Folkmängden uppgick till 112 624 invånare vid folkräkningen 2011.